# Delphyne Gorgon
Delphyne Gorgon es un personaje ficticio que aparece en los cómics estadounidenses publicados por Marvel Comics. Un miembro de la Gorgona de la nación amazónica, ella es un interés amoroso de Amadeus Cho. Apareció por primera vez en Incredible Hércules # 121, y fue creada por Greg Pak, Fred Van Lente y Clayton Henry.

## Biografía del personaje ficticio
En la era clásica, las amazonas se comprometieron como mercenarios para luchar contra un ejército de gorgonas. Salieron victoriosos y tomaron a muchas Gorgonas como prisioneras, que poco a poco se cruzaron con humanos, y su línea genética continuó dentro de la nación amazónica. Delphyne fue asignada como sirvienta de la princesa Artume, hija de la reina de la Amazonia, Hippolyta, a muy temprana edad. Se convirtió en un general muy respetado, luchando en el asedio del Olimpo contra los ejércitos de Amatsu-Mikaboshi.
Cuando la princesa Artume concibió un plan para deponer a su madre, localizar a los Ónfalos y usarlo para rehacer el mundo a imagen de las amazonas, Delphyne se unió a ella. Secuestraron a Amadeus Cho (quienes creían que eran los eromenos de Hércules) para convencerlo de ayudar a localizar a los Ónfalos. Delphyne advirtió a Cho que Artume lo estaba engañando (alegando que simpatizaba con "pequeños animales e imbéciles") pero Cho ignoró su consejo inicialmente. Al final, sin embargo, vio razón, y los dos se besaron. Esto fue presenciado por Artume. Como ella explicó más tarde, ella habría tolerado esto, pero una desagradable ola de despedida selló el destino de sus subordinados. Ella intentó asesinar a Delphyne, pero fracasó como resultado de la falta de conocimiento sobre la anatomía de Gorgona. Delphyne se unió a Cho, Hércules y Atenea en la derrota de Artume, y, al matarla, se convirtió en la nueva Reina de las Amazonas. Diciéndole a Cho que debido a esto ella no podía entablar una relación con un hombre sin matarlo después de la consumación, ella se fue.

### Venganza
Ahora reina, Delphyne posteriormente se unió a la alianza de Hera de Nuevos Olímpicos, con el objetivo de matar a Hércules y Atenea. Esto la puso cara a cara con Cho otra vez, quien quedó perpleja por su decisión. Delphyne explicó su deseo de matar a Atenea en venganza por la maldición original de Gorgona, y le advirtió que no confiara en la diosa. Más tarde, cuando Hera intentó matar a su hija Hebe en represalia por el hecho de que Hebe estaba ayudando a Hércules, Delphyne apuntó con Hera y le exigió que cesara. Buscando la ayuda de Hefesto, Delphyne tuvo la Aegis de Atenea, un escudo reforjado en un casco que le otorgó las habilidades de la cabeza de Medusa dentro del escudo. Cuando los Vengadores irrumpieron en la sede central del Grupo Olimpo, Delphyne intentó enfrentarse a Atenea, a pesar de las súplicas de Cho de que cesara. Ella usó el casco para convertir a Atenea en piedra, lo que la liberó de la maldición de Gorgona, aterrando a Cho. Posteriormente, sin embargo, ella se negó a permitir que Hefesto matara a Cho y Hércules, y Atenea fue revivida por la llegada del rayo de Zeus, confiriéndole a Atenea el liderazgo del Panteón, y devolviendo a Delphyne a su apariencia de Gorgona. Para el intento de deicidio de Delphyne, fue sentenciada a vivir eternamente en las entrañas del edificio del Grupo Olimpo.
Posteriormente, después de la captura de Vali Halfling de la sede central del Grupo Olimpo, ella escapó de su celda. Ella encontró a Atenea debilitada por la captura de Halfling de la Ambrosía de los dioses, pero estaba convencida de no matar a Atenea, y en su lugar se encontró aliada con la diosa para repeler a los invasores. Ella derrotó al miembro del Panteón, Atalanta en combate, y luego se unió a Cho para derrotar al propio Vali Halfling y rescatar a Hércules. Los dos luego se besaron y oficialmente se convirtieron en pareja.

## Poderes y habilidades
Delphyne es una hábil artista y combatiente marcial, capaz de derribar a Hércules a través de la aplicación efectiva de la técnica, en lugar de fuerza pura. A diferencia de la mayoría de las Gorgonas en la ficción, ella no posee la capacidad de convertir a la gente en piedra, algo que dice que solo fluye a través de la línea de Medusa Gorgon. Pero fue capaz de eludir esta falla haciendo que Hefesto construyera un casco que aprovechara su potencial herencia de linaje. El pelo de serpiente de Delphyne puede inyectar a las víctimas con un veneno increíblemente mortal a través de sus colmillos, son lo suficientemente fuertes como para soportar todo su peso corporal sin mucho esfuerzo y son lo suficientemente prensiles como para manipular el gatillo de un arma de fuego. Al ser de sangre fría, no se registra en los escaneos de infrarrojos, lo que le da una ventaja en la oscuridad.

## Otras versiones

### Secret Wars
Durante la historia de Secret Wars, una versión de Delphyne Gorgon de Arcadia, una nación insular de Battleworld, es estudiante del Instituto Victor von Doom para Jóvenes Dotados en Doomstadt. Ella es miembro de Night Witches junto a Júbilo del Limbo y Hada de Mutopia.